# Impresa comune europea per il progetto ITER e lo sviluppo dell'energia da fusione
L'Impresa comune europea per il progetto ITER e lo sviluppo dell'energia da fusione (Fusion for Energy o F4E) è un'agenzia della Comunità europea dell'energia atomica (Euratom), con sede a Barcellona (Spagna).
L'Impresa comune "Fusion for Energy" è stata costituita nell'aprile 2007 per una durata di 35 anni, grazie alla Decisione 2007/198 che istituisce Fusion for Energy. Suo scopo fondamentale è gestire il contributo europeo a ITER, il progetto internazionale per l'energia da fusione. Uno dei suoi compiti principali è di collaborare con l'industria e le organizzazioni di ricerca europee per sviluppare e fornire una serie di componenti di alta tecnologia per il progetto ITER. Grazie all'esperienza collettiva dei partecipanti a "Fusion for Energy", l'Europa può aspirare a diventare uno dei leader mondiali nella costruzione di reattori dimostrativi a fusione.
Partecipano all'impresa comune i 28 Stati membri dell'Unione europea, l'Euratom (rappresentata dalla Commissione europea) e la Svizzera.

## Obiettivi
Gli obiettivi dell'Impresa comune sono:
- farsi carico del contributo europeo[2] al reattore nucleare a fusione ITER in costruzione a Cadarache, Francia;
- guidare la cooperazione dell'UE con il Giappone in materia di fusione (accordo su un approccio allargato[3]);
- preparare la prossima generazione di reattori dimostrativi a fusione più avanzati (DEMO)[4].

## Organizzazione
L'impresa comune ha una struttura dirigenziale così organizzata:
- ogni membro dell'impresa comune è rappresentato nel consiglio di direzione;
- il direttore, che è il massimo dirigente dell'impresa comune, è responsabile della gestione corrente;
- il consiglio di direzione è assistito da un comitato esecutivo (che deve per es. approvare l'attribuzione dei contratti);
- un comitato tecnico-scientifico fornisce al consiglio di direzione e al direttore pareri sulle questioni tecniche e scientifiche.

L'attuale direttore è il tedesco Johannes Schwemmer.